# János Harkányi

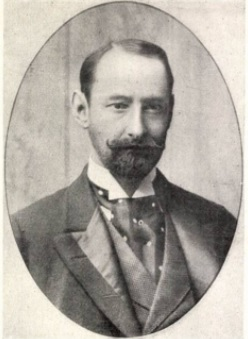
János Harkányi

János Baron Harkányi von Taktaharkány (* 6. April 1859 in Taktaharkány, Komitat Semplin; † 18. November 1938 in Budapest) war ein ungarischer Politiker und Minister.

## Leben
János Harkányi studierte in Hohenheim (Stuttgart) und Halle (Saale) und leistete freiwilligen Wehrdienst im 5. Husarenregiment. Ab 1892 übernahm er die Bewirtschaftung seiner Güter im Komitat Semplin, wo er ein bekanntes Gestüt mit Rennstall gründete. Von 1896 bis 1902 war er als Parteimitglied der Liberalen Partei Reichstagsabgeordneter für den Wahlkreis Facset (später Facsád im Komitat Krassó-Szörény) im ungarischen Reichstag. 1903 wurde er Mitglied des Magnatenhauses und war von 1913 bis 1917 Handelsminister im Kabinett von István Tisza.